# Chinees koksmes

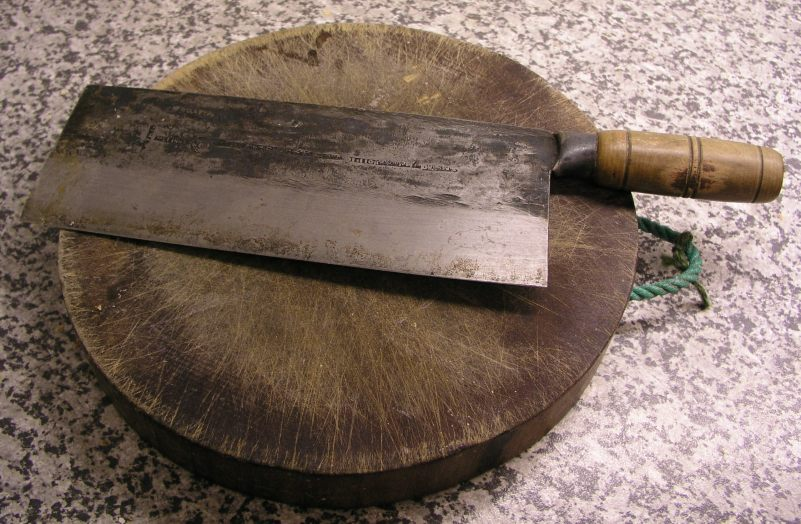
Chinees koksmes met Chinees hakblok

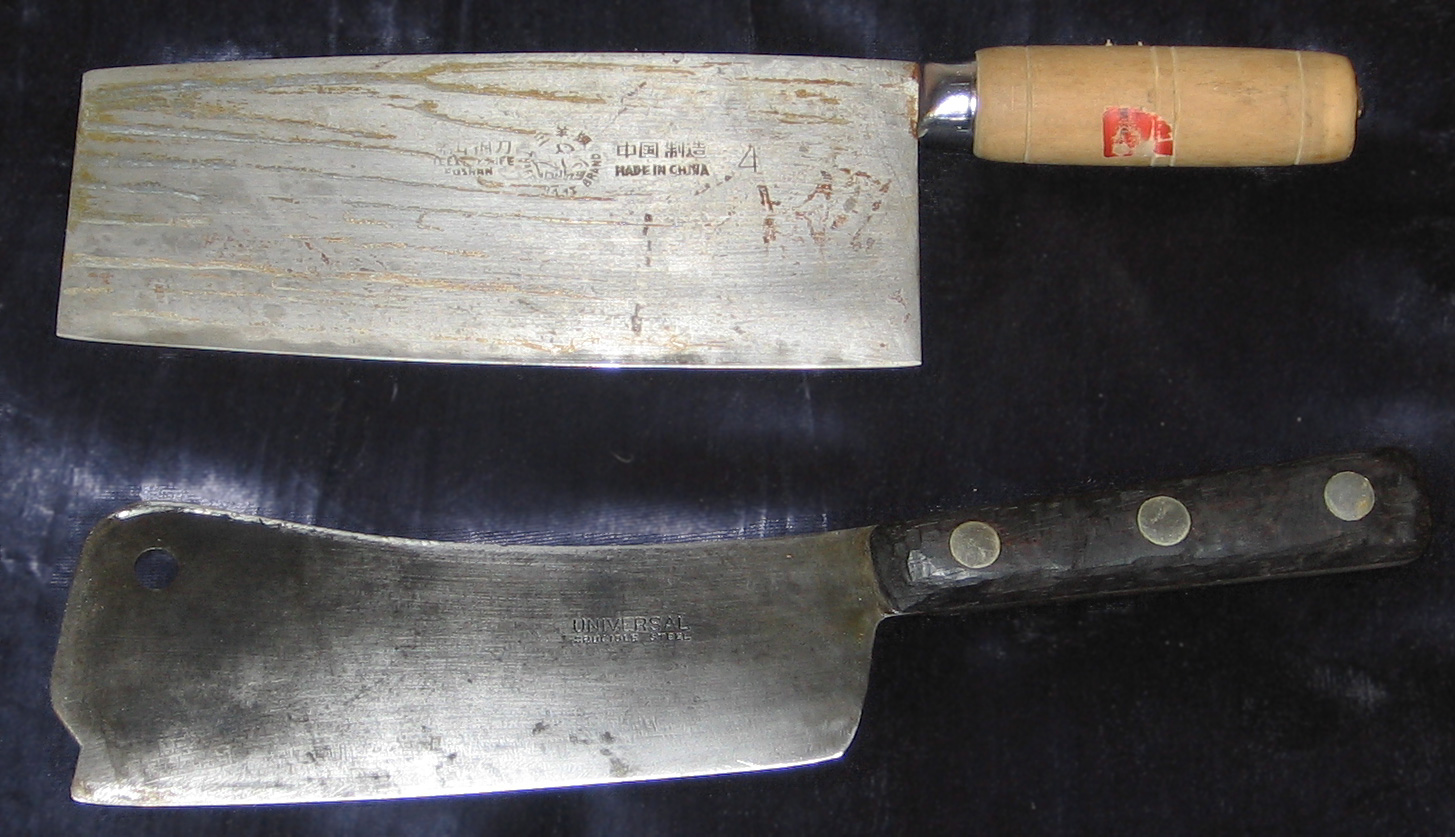
Chinees koksmes (boven) in vergelijking met een Amerikaans hakmes (onder)

Het Chinees koksmes of caidao (Chinees:菜刀, pinyin: càidāo, uitspr. "tsaidouw") is een karakteristiek mes dat in de Chinese keuken voor bijna alle bereidingen wordt gebruikt.

## Verbreiding
Hoewel dit type mes in China veel voorkomt en hiermee vooral in verband wordt gebracht, wordt het ook veel gebruikt in Vietnam, Cambodja, Maleisië, Singapore, Thailand en veel andere Zuidoost-Aziatische landen.

## Materiaal en constructie
Het Chinese koksmes is een gesmeed stuk staal met een lemmet van rechthoekige vorm, dat met een meestal houten handvat is verbonden.

### Materiaal en smeedwijze
De oorspronkelijke messen bestonden uitsluitend uit ongelegeerd staal. Moderne messen worden meestal gemaakt van roestvrij staal. Hoewel ongelegeerd staal tot roesten neigt, wordt het vanwege de hogere hardheid ook bij hoogwaardige messen gebruikt. Een niet ongebruikelijke smeedwijze is het smeden van ongelegeerd staal rondom een kern van roestvrij staal of andersom (vergelijkbaar met de Japanse sanmaitechniek). 

### Lemmet
De dikte van het blad wisselt per mes. Voor het snijden van groente worden messen van 2 mm dikte gebruikt. De meeste messen zijn dikker (3–4 mm) en daardoor veelzijdiger.
- Het lemmet varieert van 17–25 cm lengte en 8–12 cm breedte.
- De lijn van de snede is niet recht, maar loopt heel licht convex.
- De slijphoek van de snede wisselt afhankelijk van het voorziene gebruik (bij groentemessen ca. 16°).

### Verschillen met hakmes
Hoewel met het Chinees koksmes veel gehakt wordt, moet het strikt onderscheiden worden van het hakmes, dat gudao (Chinees: 骨刀, pinyin: gŭdāo, uitspr. "koedouw") genoemd wordt, duidelijk zwaarder en dikker is (vanaf 5 mm) en gebruikt wordt voor het hakken van vlees met botten.

## Gebruik
Het mes wordt met een hand vastgehouden en kan voor verschillende doeleinden worden gebruikt:
- het snijden van vlees en tofoe
- het hakken van groente, kruiden of paddenstoelen
- het platslaan van knoflooktenen of gemberwortels (eventueel ook met het stompe einde van het handvat)
- het transporteren van gesneden materiaal naar de kookpan of wok door het op het horizontaal gehouden lemmet te schuiven.

## Hakblok
Het mes wordt traditioneel gecomplementeerd door een zwaar en meestal rond hakblok, dat bestaat uit een dikke schijf van een boomstam.